# Botaya
Botaya es una localidad española perteneciente al municipio de Jaca, en la Jacetania, provincia de Huesca, Aragón.
En la zona de Botaya se encuentra el Monasterio de San Juan la Peña.

## Etimología
Respecto de la etimología, o posible origen del topónimo, Manuel Benito Moliner, miembro del Instituto de Estudios Altoaragoneses, indica tres posibles vías explicativas de su formación. La primera se relaciona con la voz latina betelus, abedul (a su vez un préstamo procedente de las lenguas celtas); la segunda lo hace proceder de bozar, en el sentido de tapar, una palabra empleada en labores agrícolas; mientras que la tercera relaciona el topónimo con la voz botalo, en el sentido de un estrecho callejón entre casas, lo que podría corresponder a una descripción del lugar, efectivamente articulado en torno a una única calle principal.

## Geografía humana

### Demografía
| Gráfica de evolución demográfica de Botaya entre 1842 y 1960 |
| |
| Población de derecho según los censos de población del INE Población de hecho según los censos de población del INEEntre el censo de 1970 y el anterior, este municipio desaparece porque se integra en el municipio 22130 (Jaca) |

## Ermitas
- Ermita de la santísima Trinidad. Posiblemente del siglo XVIII, tiene planta rectangular y testero recto. Está en ruinas.[4]
- Ermita de san Adrián. Siglo XVI, planta rectangular, cabecera recta, cubierta a dos aguas con lajas de piedra.[5]
- Ermita de san Clemente. Románica, siglo XI. Planta rectagular, ábside semicircular con ventana central con arco de medio punto, se conserva la bóveda de cuarto de esfera, construcción de sillarejo. Está en ruinas.[6]
- Ermita de san Miguel. Románica, siglo XII. Planta rectangular, ábside semicircular con ventana central con arco de medio punto y cubierta con bóveda de cuarto de esfera, cubierta a dos aguas. Construcción con sillar bien labrado y escuadrado. En la puerta se encuentra un tímpano con Cristo en majestad inscrito en una mandorla que sostienen dos ángeles. En la actualidad es la capilla del cementerio.[7]
- Ermita de santa María. Datada en el siglo XVII, está en ruinas.[8]